# Bodziec awersyjny
Bodziec awersyjny – bodziec lub sytuacja u obserwowanego lub warunkowanego organizmu zwierzęcego, wywołująca ból lub inne nieprzyjemne odczucia zarówno fizyczne, jak i psychiczne.  Zależnie od rodzaju bodźca nieprzyjemnego poddawane eksperymentowi organizmy reagują w zróżnicowany sposób. Reakcją na:
- uwięzienie - jest szarpanie się i  gwałtowne ruchy w klatce,
- ból miejscowy  - uniesienie kończyny, odsunięcie całego ciała lub jego fragmentu,
- dmuchanie w ucho – strzepywanie uchem  i  odwracanie głowy,
- rażenie prądem – instrumentalna reakcja wyłączenia prądu (naciśnięcie dźwigni),

i inne, właściwe dla gatunku reakcje.
Nie należy mylić, co niestety zdarza się często, terminu bodziec awersyjny (wzmocnienie awersyjne) z terminem wzmocnienie negatywne.